# Вале Пелило (Пескара)
Вале Пелило (итал. Valle Pelillo) је насеље у Италији у округу Пескара, региону Абруцо.
Према процени из 2011. у насељу је живело 34 становника. Насеље се налази на надморској висини од 135 м.